# Вікторія Голубич
Вікторія Голубич (нім. Viktorija Golubic, 16 жовтня 1992) — швейцарська тенісистка.
Вікторія народилася в Цюриху, в родині мігрантів. Її батько — хорват, мама — сербка.
Свою першу перемогу у WTA-турі Вікторія здобула на Ladies Championship Gstaad 2016. 
Виступаючи на збірну Швейцарії в кубку Федерації, Голубич має станом на липень 2016 року співвідношення виграних і програних ігор 4-2.

## Важливі фінали

### Олімпійські ігри

#### Парний розряд: 1 (срібло)
| Результат | Рік  | Турнір                                  | Покриття | Партнерка      | Опоненти                              | Рахунок  |
| --------- | ---- | --------------------------------------- | -------- | -------------- | ------------------------------------- | -------- |
| Срібло    | 2021 | Теніс на літніх Олімпійських іграх 2020 | Тверде   | Белінда Бенчич | Барбора Крейчикова Катержина Сінякова | 5–7, 1–6 |

## Фінали Туру WTA

### Одиночний розряд: 5 (2 титули, 3 поразки)
| Легенда                      |
| ---------------------------- |
| Турніри Великого шлему (0–0) |
| Турніри WTA 1000 (0–0)       |
| Турніри WTA 500 (0–0)        |
| Турніри WTA 250 (2–3)        |

| Фінали за покриттям |
| ------------------- |
| Тверде (1–3)        |
| Ґрунт (1–0)         |
| Трава (0–0)         |

| Результат | В-П | Дата     | Турнір                                         | Категорія     | Покриття   | Опонент            | Рахунок       |
| --------- | --- | -------- | ---------------------------------------------- | ------------- | ---------- | ------------------ | ------------- |
| Перемога  | 1–0 | Лип 2016 | WTA Swiss Open, Швейцарія                      | International | Ґрунт      | Кікі Бертенс       | 4–6, 6–3, 6–4 |
| Поразка   | 1–1 | Жов 2016 | Linz Open, Австрія                             | International | Тверде (i) | Домініка Цібулкова | 3–6, 5–7      |
| Поразка   | 1–2 | Бер 2021 | WTA Lyon Open, Франція                         | WTA 250       | Тверде (i) | Клара Таусон       | 4–6, 1–6      |
| Поразка   | 1–3 | Бер 2021 | Monterrey Open, Мексика                        | WTA 250       | Тверде     | Лейла Фернандес    | 1–6, 4–6      |
| Перемога  | 2–3 | Лис 2024 | Jiangxi International Women's Tennis Open, КНР | WTA 250       | Тверде     | Ребекка Шрамкова   | 6–3, 7–5      |

### Парний розряд: 2 (2 runner–ups)
| Легенда          |
| ---------------- |
| Grand Slam (0–0) |
| WTA 1000 (0–0)   |
| WTA 500 (0–0)    |
| WTA 250 (0–2)    |

| Фінали за покриттям |
| ------------------- |
| Тверде (0–1)        |
| Ґрунт (0–1)         |
| Трава (0–0)         |

| Фінали by setting |
| ----------------- |
| Outdoor (0–2)     |
| Indoor (0–0)      |

| Результат | В-П | Дата     | Турнір                          | Tier          | Покриття | Партнер        | Опоненти                        | Рахунок               |
| --------- | --- | -------- | ------------------------------- | ------------- | -------- | -------------- | ------------------------------- | --------------------- |
| Поразка   | 0–1 | Лип 2017 | WTA Swiss Open, Швейцарія       | International | Ґрунт    | Ніна Стоянович | Кікі Бертенс Юганна Ларссон     | 6–7(4–7), 6–4, [7–10] |
| Поразка   | 0–2 | Січ 2023 | Hobart International, Австралія | WTA 250       | Тверде   | Панна Удварді  | Кірстен Фліпкенс Лаура Зігемунд | 4–6, 5–7              |

## Зовнішні посилання
- Досьє на сайті WTA [Архівовано 12 липня 2016 у Wayback Machine.]

| Тенісист | Це незавершена стаття про тенісиста чи тенісистку. Ви можете допомогти проєкту, виправивши або дописавши її. |

1. ↑  Player Profile // WTA website